# لاندسمير
لاندسمير Landsmeer  هي مدينة وبلدية شمال هولندا. بمقاطعة شمال هولندا.

## طوبوغرافيا
خريطة طوبوغرافية هولندية لبلدية لاندسمير، يونيو 2015، (تقرأ بعد ثلاث نقرات على الخريطة).

## توأمة
للاندسمير اتفاقيات توأمة مع كل من:
- برغنويشتات
- شاتيناي مالابري